# 5466 Makibi
5466 Makibi eller 1986 WP8 är en asteroid i huvudbältet som upptäcktes den 30 november 1986 av de båda japanska astronomerna Hiroki Kōsai och Kiichirō Furukawa vid Kiso-observatoriet i Japan. Den är uppkallad efter japanen Kibi no Makibi.
Asteroiden har en diameter på ungefär 8 kilometer och den tillhör asteroidgruppen Themis.